# François Fillon

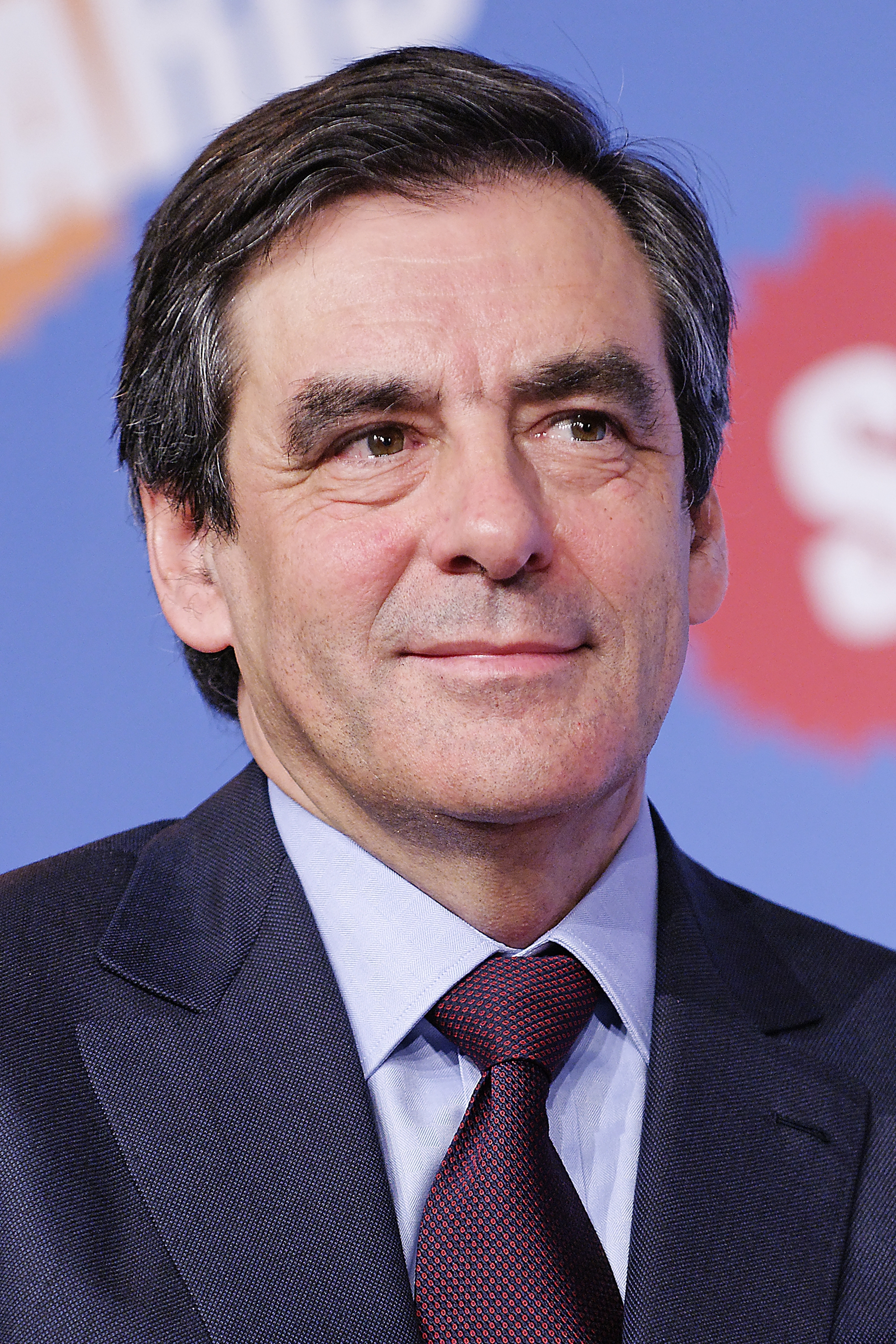
François Fillon (2010)

François Fillon [fʀɑ̃ˈswa fiˈjõ] (* 4. März 1954 in Le Mans, Département Sarthe) ist ein französischer Politiker.
1993 bis 2005 hatte er Ministerposten in verschiedenen Kabinetten inne. 2007 bis 2012 war er der einzige Premierminister Frankreichs während der Präsidentschaft Nicolas Sarkozys und leitete drei Kabinette.
Fillon trat als Kandidat der Partei Les Républicains bei der Präsidentschaftswahl 2017 an und galt monatelang als Favorit, bis ihm eine Affäre um die Beschäftigung von Familienmitgliedern schadete. Bei der ersten Wahlrunde am 23. April 2017 erhielt er nur 20,01 % der Stimmen und lag damit hinter Emmanuel Macron und Marine Le Pen, wodurch er aus dem Rennen schied. Am 29. Juni 2020 wurde er wegen Veruntreuung staatlicher Gelder und Scheinbeschäftigung unter anderem zu einer fünfjährigen Gefängnisstrafe (drei davon zur Bewährung ausgesetzt) verurteilt.
2021 wurde Fillon Aufsichtsratsmitglied der beiden russischen Staatsunternehmen Sarubeschneft und Sibur. Am 27. Februar 2022, wenige Tage nach dem Beginn des Überfalls Russlands auf die Ukraine, legte Fillon beide Mandate mit sofortiger Wirkung nieder.

## Ausbildung
François wuchs als ältester Sohn des Notars Michel Fillon und der Historikerin Anne Soulet gemeinsam mit seinen drei Brüdern in Cérans-Foulletourte auf, einem Dorf im Département Sarthe. Seine schulische Laufbahn setzte er am Collège Saint-Michel-des-Perrais in Parigné-le-Pôlin fort. Später wechselte er auf das von den Jesuiten geleitete Lycée Notre-Dame de Sainte-Croix in Le Mans. 1972 erhielt er sein Baccalauréat.
Hiernach begann Fillon ein Studium des öffentlichen Rechts an der Université du Maine (in Le Mans), das er im Jahr 1976 mit der Magister-Prüfung (Maîtrise) abschloss. Darauf folgten im Jahr 1977 in Paris der jeweils höhere Abschluss (DEA) in öffentlichem Recht an der Universität Paris V (Universität René Descartes) und in Politikwissenschaften am Institut d’études politiques. Während dieser Jahre arbeitete er mehrmals als Praktikant bei der Nachrichtenagentur AFP und erwog eine Berufslaufbahn als Journalist.

## Politische Laufbahn bis 2016

### Anfänge als Mitarbeiter in Parlament und Ministerien
Fillons politische Laufbahn begann 1976 als Parlamentsassistent beim Abgeordneten seines Heimatdépartements Sarthe, Joël Le Theule (1930–1980). Mit dessen Berufung zum Verkehrsminister im Jahr 1977 folgte Fillon ihm als stellvertretender Büroleiter des Ministers (chef adjoint du cabinet), 1980 wechselte er in derselben Funktion ins Verteidigungsministerium.
Im Jahr 1981 wurde er für kurze Zeit Abteilungsleiter (chef du Service) für gesetzgeberische und parlamentarische Arbeit bei Industrieminister André Giraud.

### Tätigkeit als Mandatsträger
Nach dem frühen und plötzlichen Tod seines Mentors Le Theule wurde Fillon im Juni 1981 im Département Sarthe in die Nationalversammlung gewählt. Bei allen folgenden Wahlen wurde er als Deputierter zur Nationalversammlung wiedergewählt; in den Jahren 1993, 2002 und 2007 legte er das Mandat jeweils kurz nach der Wahl wegen der Übernahme von Regierungsfunktionen nieder, ebenso kurz vor Ende der Legislaturperiode 1997 bis 2002. In der Nationalversammlung war er Mitglied des Verteidigungsausschusses, von 1986 bis 1988 Ausschussvorsitzender.
Parallel dazu übernahm er ab 1981 Wahlämter auf lokaler und regionaler Ebene:
- in der Stadt Sablé-sur-Sarthe 1981 bis 1986 als Gemeinderat, von März 1983 bis 2001 als Bürgermeister; ab 2001 als Gemeinderat im Vorort Solesmes
- im Generalrat des Départements Sarthe als Abgeordneter, ab 1985 als Vizepräsident und von 1992 bis 1998 als dessen Präsident
- später (ab 1988) im Rat der Region Pays de la Loire als dessen Präsident, bis Mai 2004

### Parteifunktionen
Ab 1997 fungierte er als Parteisekretär in der von Jacques Chirac gegründeten Partei RPR, verantwortlich für Verbandsarbeit. 1998 wurde er Pressesprecher der RPR-Exekutivkommission.
Im Jahr 2002 war er Gründungsmitglied der UMP, die als bürgerliche Sammlungsbewegung neu formiert wurde, und hauptverantwortlich für das Parteiprogramm. Fillon galt während der Regierungszeit von Nicolas Sarkozy (UMP) als ein Vertreter des linksgaullistischen Flügels um Philippe Séguin innerhalb der UMP.

### Kabinettsmitglied
In den Kabinetten Raffarin I und II unter Premierminister Jean-Pierre Raffarin (Mai 2002 bis März 2004) war er Minister für soziale Angelegenheiten, Arbeit und Solidarität und initiierte eine umstrittene Rentenreform. Trotz erheblicher Proteste und Demonstrationen der Bevölkerung hielt die Regierung an dem Projekt fest.
Das Loi du 21 août 2003 portant réforme des retraites wird in Frankreich oft loi Fillon sur les retraites genannt.
Parallel dazu kam es zu einer Reform der Arbeitszeitregelung zur 35-Stunden-Woche.
Im Kabinett Raffarin III (März 2004 bis Mai 2005) war er Minister für nationale Bildung, Hochschulwesen und Forschung (Nachfolger von Luc Ferry). Er betrieb eine Reform der Abiturprüfungen (Baccalauréat). Schüler der Abschlussklassen demonstrierten; im Frühling 2005 kam es zu einer Blockadebewegung. Daraufhin legte Fillon nur einen Teil des Gesetzentwurfes dem Parlament zur Ratifizierung vor. Das Loi d'orientation et de programme pour l'avenir de l'école wird oft loi Fillon genannt.
Fillon galt als Anhänger von Jacques Chirac, Staatspräsident von 1995 bis 2007. Chirac löste am 31. Mai 2005 nach dem deutlichen Scheitern des Referendums über die Europäische Verfassung das Kabinett Raffarin III auf; Fillon sah sich bei der Bildung des Kabinett de Villepin übergangen. Aufgebracht trat er mit deutlicher Kritik an Chirac vor die Presse und ergriff Partei für eine Kandidatur Sarkozys bei der Präsidentschaftswahl 2007.
Sarkozy gewann diese Wahl.

### Sitz im Senat (2005 bis 2007)
Seit einer Nachwahl zum französischen Senat im September 2005 vertrat er dort das Département Sarthe. Das Mandat endete mit der Übernahme der Funktion des Premierministers. Bereits bei der regulären Senatswahl im September 2004 war er für das Département gewählt worden, hatte das Mandat allerdings nach wenigen Wochen zugunsten seiner Regierungsfunktion niedergelegt.

### Französischer Premierminister (2007 bis 2012)
Am 17. Mai 2007, einen Tag nach seiner Amtseinführung bzw. zwölf Tage nach seiner Wahl zum französischen Präsidenten, ernannte Nicolas Sarkozy seinen engsten Vertrauten während der Präsidentschaftskampagne zum Premierminister. Am 18. Juni 2007 wurde er nach der von der UMP gewonnenen Parlamentswahl von Sarkozy in seinem Amt bestätigt.
Am 13. November 2010 legte Fillon zusammen mit seinem gesamten Kabinett das Amt nieder. Einen Tag darauf ernannte Präsident Sarkozy ihn erneut zum Premierminister. Durch diesen Schritt wurde eine umfassende Kabinettsumbildung ermöglicht, die Beobachter auch als Weichenstellung für die Präsidentschaftswahl im Jahr 2012 betrachteten. Sarkozy und Fillon hatten angesichts der weltweiten Finanzkrise ein umfassendes Reformprogramm initiiert, das von Protesten und Streiks begleitet wurde und das Sarkozys Popularität sinken ließ.
Im Rahmen des Arabischen Frühlings begannen Ende Januar 2011 in Ägypten Massenproteste gegen den Diktator Hosni Mubarak (siehe Revolution in Ägypten 2011). Fillon musste am 7. Februar 2011 eingestehen, dass er Ende 2010 auf Kosten Mubaraks eine Nilkreuzfahrt mit Familie unternommen hatte, inklusive Flug mit einer ägyptischen Regierungsmaschine zum Tempel von Abu Simbel und exklusiver Unterkunft auf der Nilinsel Elephantine.
Am 10. Mai 2012 erklärte die Regierung Fillon, wie nach Präsidentschaftswahlen üblich, ihren Rücktritt. Fillon blieb geschäftsführend bis zur Ernennung seines Nachfolgers am 15. Mai 2012 im Amt.
Fillon ist der bisher einzige Premierminister Frankreichs, der die komplette Amtszeit eines Staatspräsidenten amtierte. Mit einer Amtszeit von 4 Jahren, 11 Monaten und 23 Tagen (und zusätzlichen fünf Tagen als geschäftsführender Premierminister) ist er der bisher am zweitlängsten amtierende Premierminister der fünften Republik nach Georges Pompidou (6 Jahre, 2 Monate und 26 Tage). Er führte auch die bisher am zweitlängsten amtierende Regierung Frankreichs (Fillon II, 18. Juni 2007 bis 13. November 2010) nach der Regierung von Lionel Jospin (1997 bis 2002).
Vor der Präsidentschaftswahl 2012 war Fillon als Kandidat der UMP gehandelt worden, falls Sarkozy auf eine erneute Kandidatur verzichtet hätte.

### Nach der Amtszeit als Premierminister
Fillon wurde bei der Parlamentswahl 2012 wieder in die Nationalversammlung gewählt, diesmal für den zweiten Wahlkreis von Paris.
Fillon bewarb sich neben Jean-François Copé um die Parteipräsidentschaft der UMP. In der am 18. November 2012 von Manipulationsvorwürfen überschatteten Wahl gegen Copé verlor Fillon knapp mit 49,97 zu 50,03 Prozent. Fillon gab daraufhin am 21. November an, Fehler bei den Wahlergebnissen entdeckt zu haben: Ergebnisse aus drei Überseewahlkreisen seien nicht mitgezählt worden, mit denen er die Wahl gegen Copé gewonnen hätte. Fillon rief die Schiedsstelle der UMP an und schlug Alain Juppé als übergangsweisen Parteivorsitzenden vor, bis eine Entscheidung über das knappe Ergebnis gefällt sei. Nachdem auch die Schiedskommission die Wahl Copés bestätigte, hielt Fillon an Manipulationsvorwürfen fest. Infolge der Auseinandersetzungen spalteten sich am 27. November 2012 68 Abgeordnete der Nationalversammlung von der Fraktion der UMP ab und gründeten die neue Fraktion Rassemblement – UMP, deren Vorsitzender Fillon wurde. Nach Vermittlung von Jean-Pierre Raffarin konnte die drohende Spaltung der UMP vermieden werden, das Lager um Fillon wurde in die Parteiführung integriert, die Fraktion R-UMP wieder aufgelöst.
Nach dem Rücktritt von Copé von der Präsidentschaft der UMP zum 15. Juni 2014 übernahm Fillon kommissarisch gemeinsam mit Alain Juppé und Jean-Pierre Raffarin die Führung der UMP.

## Kandidatur bei der Präsidentschaftswahl 2017

### Sieg bei den Vorwahlen der Republikaner
Fillon galt bei seiner Bewerbung um die Präsidentschaftskandidatur 2017 der Republikaner (neuer Namen der UMP ab Ende 2015) lange als aussichtslos. Eine Umfrage im August 2015 schätzte dabei seine Zustimmung unter den Anhängern der Rechten und des Zentrums auf elf Prozent, unter den Anhängern der Republikaner auf neun Prozent. Damit erschien er weit abgeschlagen hinter Alain Juppé und Nicolas Sarkozy. Die Kampagne von Fillon begann nicht glücklich; in den Medien wurde thematisiert, dass Fillon einen früheren Wahlkampfslogan von Arnaud Montebourg („Le courage de la vérité“) verwendet. François Hollande machte im Oktober 2016 öffentlich, dass Fillon ihn bei einem Treffen gebeten habe, die Ermittlungen der Strafverfolgungsbehörden gegen Nicolas Sarkozy zu unterstützen, um diesen im Wahlkampf zu schwächen.
In den Vorwahlen um die Präsidentschaftskandidatur seiner Partei im November 2016 holte er in Umfragen kurz vor dem ersten Wahlgang auf und erhielt überraschend 44,1 Prozent der Stimmen. Alain Juppé erhielt 28,6 %, Nicolas Sarkozy 20,7 %.
Die Stichwahl gegen Alain Juppé gewann er mit 66,5 Prozent der Stimmen.

### Politische Positionen
Fillon steht für einen katholisch-konservativen gesellschaftspolitischen und einen liberalen wirtschaftspolitischen Kurs. Die Wettbewerbsfähigkeit der französischen Wirtschaft soll unter anderem durch die Abschaffung der 35-Stunden-Woche und die Schwächung der Gewerkschaften verbessert werden. Er will auch die staatliche Krankheitsversorgung erheblich einschränken. Der Staatshaushalt soll um 100 Milliarden Euro reduziert und 500.000 Stellen im öffentlichen Dienst sollen gestrichen werden.  Die Körperschaftssteuer soll auf 25 Prozent gesenkt werden, eine Pauschalsteuer von 30 Prozent auf Kapitaleinkünfte eingeführt und die Vermögenssteuer abschaffen, dafür aber die Mehrwertsteuer um zwei Prozentpunkte erhöhen und das Rentenalter schrittweise auf 65 Jahre anheben. Außerdem schlägt er Steuererleichterungen für Unternehmen in Höhe von 50 Milliarden Euro vor.
Fillon tritt außerdem für eine Einschränkung des Adoptionsrechts für homosexuelle Paare ein, ein Verbot des Burkini und die Ausweisung aller Ausländer, „die terroristischen Netzwerken nahestehen“. 1982 stimmte er gegen die Straffreiheit der Homosexualität, 2013 gegen die Homoehe.
Europapolitisch will Fillon eine Stärkung der Nationalstaaten innerhalb der Europäischen Union. Er betonte im Vorwahlkampf sein gutes Verhältnis zum russischen Präsidenten Wladimir Putin und trat im Syrienkonflikt für eine Kooperation mit dem Diktator Baschar al-Assad gegen die Terrormiliz IS ein. Die Flüchtlingspolitik von Angela Merkel bezeichnete er als einen wichtigen Grund für das Abstimmungsergebnis beim Brexit-Referendum in Großbritannien Mitte 2016.

### Präsidentschaftswahl 2017
Erstmals mussten in Frankreich Präsidentschaftskandidaten als Folge der Cahuzac-Affäre ihr Vermögen offen legen. Fillon gab ein Vermögen von 1.077.455 Euro, der Großteil davn bestand aus seinem Landgut Beaucé im Département Sarthe, eine Zweitresidenz in den Pyrenäen, und seine Beraterfirma 2FConseil.
Während des Wahlkampfs für die erste Runde der Präsidentschaftswahl 2017 brach die Affaire um die Scheinbeschäftigung seiner Ehefrau aus. Am 1. März 2017 teilte Fillon mit, er werde nun formell beschuldigt. Er habe für den 15. März eine Ladung vor die zuständigen Untersuchungsrichter erhalten und werde dieser folgen. Die Ermittlungen gegen ihn seien „politisch motiviert“. Nachdem am 1. März 2017 die offizielle Anklage gegen Fillon bekannt wurde, wandten sich viele seiner Unterstützer von ihm ab. Am selben Tag erklärte Bruno Le Maire seinen Rückzug aus dem Wahlkampfteam.
Am 3. März 2017 folgte Fillons Pressesprecher mit einer entsprechenden Erklärung über Twitter. Meinungsumfragen zeigten Fillon im Popularitätstief und ergaben, dass dieser bei der Präsidentschaftswahl wohl schon in der ersten Runde ausscheiden werde (Sieger wären Marine Le Pen und Emmanuel Macron). Etliche bisherige Unterstützer Fillons erklärten ihren Rückzug. Darunter waren viele, die in den Vorwahlen Alain Juppé unterstützt hatten, was als Indiz dafür gewertet wurde, dass dieser sich für eine neue Kandidatur im Falle des Rücktritts von Fillon bereithalte.
Am 3. März 2017 kündigte auch die Union des démocrates et indépendants (UDI) ihre Unterstützung für Fillon auf und forderte die Républicains dazu auf, ihren Spitzenkandidaten auszuwechseln. Am 5. März verkündete Fillon unter anderem bei einer Großkundgebung in Paris, seine Kandidatur aufrechterhalten zu wollen und sprach mit Blick auf die Ermittlungen gegen ihn von einer „möglichen Instrumentalisierung der Justiz“ und „beschämenden Praktiken.“
Am Morgen des 6. März 2017 verzichtete Juppé auf eine neue Kandidatur und am Abend erklärte der Parteivorstand der Republikaner seine „einstimmige Unterstützung“ für Fillon.
Bei der ersten Runde der Präsidentschaftswahl 2017 am 23. April 2017 erhielt Fillon in der Folge der Affaire nur 20,01 % der Stimmen; er lag somit hinter Marine Le Pen (FN) (21,30 % der Stimmen) und Emmanuel Macron (24,01 %) und schied aus dem Rennen aus.

## Prozess wegen der Veruntreuung öffentlicher Gelder
Bereits Ende Januar 2017 berichtete die Zeitung Le Canard enchaîné, Fillon habe seine Frau in seiner Abgeordnetenzeit als parlamentarische Mitarbeiterin beschäftigt. Penelope Fillon habe in acht Jahren rund 500.000 Euro an Staatsgeldern bekommen, ohne jemals tatsächlich so gearbeitet zu haben. Die Staatsanwaltschaft eröffnete Vorermittlungen wegen des Verdachts der Veruntreuung öffentlicher Gelder. Am 31. Januar behauptete Le Canard enchaîné, es seien über 830.000 Euro in 15 Jahren gewesen. Zwei von Fillons Kinder wurden zeitweise als parlamentarische Mitarbeiter für insgesamt 84.000 Euro beschäftigt. Am selben Tage durchsuchten Ermittler sein Abgeordnetenbüro in der Nationalversammlung und Büros der Parlamentsverwaltung.
Am 6. Februar 2017 äußerte Fillon bei einer großen Pressekonferenz, die Höhe des Gehalts seiner Frau sei völlig angemessen (parfaitement justifié) gewesen; er werde an seiner Kandidatur festhalten. Gleichwohl äußerte er C’était une erreur et je présente mes excuses aux Français (etwa: „es war ein Fehler und ich entschuldige mich bei den Franzosen“). Fillon erklärte, seine Frau habe den Kalender geführt, die Post gemacht und ihn bei Vereinen vertreten. Sein Sohn Charles habe sich mit juristischen Fragen beschäftigt und die Tochter Marie habe Material für ein Buch gesammelt.
Laut der Tageszeitung Le Parisien hatte Penelope Fillon in den Jahren 2012 und 2013 neben der Stelle als parlamentarische Assistentin ihres Mannes eine weitere Vollzeitstelle bei der Zeitschrift Revue des deux mondes. Diese gehört dem Geschäftsmann Marc Ladreit de Lacharrière, einem Freund von Fillon.
Am 24. Februar 2017 teilte die Finanzstaatsanwaltschaft in Paris mit, der Fall sei an einen Untersuchungsrichter übergeben worden.
Am 24. Februar 2020 begann der Prozess wegen Veruntreuung öffentlicher Mittel; er habe seine Ehefrau in seinem Abgeordnetenbüro zwischen 1998 und 2002 sowie zwischen 2012 und 2013 nur zum Schein beschäftigt. Am 10. März 2020 forderte der Pariser Staatsanwalt Aurélien Létocart insgesamt fünf Jahre Haft für François Fillon wegen Veruntreuung öffentlicher Mittel. Für Penelope Fillon plädierte er für eine Haftstrafe von drei Jahren auf Bewährung. Am 29. Juni 2020 wurde das Urteil verkündet: 5 Jahre Gefängnisstrafe, 3 davon zur Bewährung ausgesetzt, zusätzlich 375.000 Euro Strafe. Des Weiteren darf er 10 Jahre für kein politisches Amt kandidieren. Fillons Ehefrau wurde zu einer zweijährigen Bewährungsstrafe verurteilt. Zudem sollen die Eheleute beide jeweils 375.000 Euro Strafe zahlen.
Im Berufungsverfahren verringerte das Berufungsgericht in Paris am 9. Mai 2022 die Dauer der Haftstrafe auf vier Jahre, wovon drei auf Bewährung ausgesetzt wurden. Fillons Anwälte kündigten danach den Gang in die höchste Instanz vor das Kassationsgericht an. Am 24. April 2024 bestätigte das Kassationsgericht die Verurteilung von François Fillon und seiner Ehefrau endgültig, hob aber die verhängte Freiheitsstrafe auf, weil das Berufungsgericht nicht begründet hätte, warum die Schwere der Straftat und die Persönlichkeit des Täters diese Strafe unerlässlich gemacht hätten. Es hob auch Anordnung der Rückzahlung von 800.000 Euro auf, weil dieses Geld doch nicht ganz ohne Gegenleistungen bezogen worden sei und ordnete daher ein weiteres Verfahren zur Festsetzung des endgültigen Strafausmaßes an.

## Wirtschaftliche Karriere nach Ende der politischen Karriere
2017 gründete er das Beratungsunternehmen Apteras SARL. Fillon wurde im August 2017 Partner bei Tikehau Capital, einer französischen Asset-Management Gruppe. Im Sommer 2021 wurde Fillion Mitglied im Aufsichtsrat des russischen Ölkonzern  Zarubezhneft und im Dezember 2021 beim russischen Ölkonzern Sibur. Am 25. Februar 2022 gab er als Reaktion auf den Angriffs Russlands auf die Ukraine bekannt, dass er von seinen Aufsichtsratfunktionen bei Sibur und Zarubezhneft zurück trete.

## Privates
Fillon ist seit 28. Juni 1980 mit der aus Wales stammenden Penelope Kathryn Clarke verheiratet. Sie hatten sich in den 1970er Jahren in der Schulzeit kennengelernt. Aus der Ehe gingen fünf gemeinsame Kinder hervor.
Im privaten Bereich engagiert er sich im Bereich des Motorsports und gehört dem Automobile Club de l’Ouest an, der Ausrichter des 24-Stunden-Rennens von Le Mans ist. 

## Wahlmandate
Auf lokaler Ebene
- 1981–2001: Mitglied im Gemeinderat von Sablé-sur-Sarthe; dort Stellvertretender Bürgermeister in wirtschaftlichen Angelegenheiten
- 1983–2001: Bürgermeister von Sablé-sur-Sarthe
- 1981–1998: Mitglied im Generalrat für den Bezirk Sablé-sur-Sarthe
- 1985–1992: Stellvertretender Vorsitzender des Generalrates, verantwortlich für wirtschaftliche Fragen
- 1992–1998: Vorsitzender des Generalrates Sarthe
- 1998–2007: Mitglied im Regionalrat der Region Pays de la Loire
- 1998–2004: Vorsitzender des Regionalrates der Region Pays de la Loire
- Seit 2001: Mitglied im Gemeinderat von Solesmes (Sarthe)
- Seit 2001: Vorsitzender des Gemeindeverbandes des Bezirkes Sablé-sur-Sarthe

Für die Nationalversammlung und den Senat
- seit 2012: Mitglied der Nationalversammlung für den 2. Wahlkreis von Paris
- 1986–1993, 1997–2002 und 2007: Abgeordneter der Nationalversammlung für den 4. Wahlkreis des Départements Sarthe als Mitglied des RPR bzw. der UMP; 1993, 2002 und 2007 jeweils kurz nach der Wahl Mandatsniederlegung wegen Eintritts in die Regierung.
- 1986–1988 Vorsitzender des Verteidigungsausschusses der Nationalversammlung.
- Vorsitzender der parlamentarischen Gruppe zur Pflege freundschaftlicher Beziehungen zwischen Frankreich und Thailand.
- 2004 und 2005–2007: Mitglied des französischen Senats für das Département Sarthe; jeweils Mandatsniederlegung wegen Eintritts in die Regierung.

## Laufbahn als Regierungsmitglied
- 1993–1995: Minister für Hochschulwesen und Forschung (Kabinett Balladur)
- 1995–1997: Minister für Informationstechnologie und Postwesen, später delegierter Minister für Postwesen, Telekommunikation und Raumfahrt (Kabinett Juppé I und II)
- 2002–2004: Minister für Soziales, Arbeit und Solidarität (Kabinett Raffarin I und II)
- 2004–2005: Minister für Bildung, Hochschulwesen und Forschung (Kabinett Kabinett Raffarin III)
- 2007–2012: Premierminister, nominiert und bestellt von Präsident Sarkozy (Kabinett Fillon I, II und III)